# Tour della nazionale maschile di rugby a 15 del Sudafrica 2017

## Risultati
| Arbitro: | Ben O'Keeffe |

|                                                    |      |                    |
| 26’ Conway 71’ Ruddock 77’ Herring 80+1’ Stockdale | mt   |                    |
| 72’ Sexton (1/2) 78’, 80+3’ Carbery (2/2)          | tr   |                    |
| 4’, 14’, 20’, 56’ Sexton (4/4)                     | c.p. | 44’ Jantjies (1/1) |

| Arbitro: | Nigel Owens |

|                        |      |                        |
| 27’ Belleau 76’ Serin  | mt   | 7’ Leyds 62’ Kriel     |
| 28’, 77’ Belleau (2/2) | tr   | 63’ Pollard (1/2)      |
| 48’ Belleau (1/3)      | c.p. | 18’, 59’ Pollard (2/2) |

| Arbitro: | Romain Poite |

|                      |      |                                                              |
|                      | mt   | 14’ F. Louw 24’ Mbonambi 34’ Venter 44’ Kitshoff 75’ Mostert |
|                      | tr   | 16’, 25’, 35’, 45’ Pollard (4/4) 79’ Jantjies (1/1)          |
| 10’, 20’ Canna (2/3) | c.p. |                                                              |

| Arbitro: | Jérôme Garcès |

|                             |      |                                  |
| 5’ Williams 8’, 33’ Parkes  | mt   | 37’ Gelant 46’ Pollard 55’ Kriel |
| 6’, 9’, 34’ Halfpenny (3/3) | tr   | 38’, 57’ Pollard (2/3)           |
| 68’ Halfpenny (1/1)         | c.p. | 31’ Pollard (1/1)                |